# Hrodna
Hrodna (bielorrusso: Гро́дна; russo: Гро́дно; polonês: Grodno; lituano: Gardinas) é a terceira cidade mais populosa da Bielorrússia. Tem uma população estimada de 317 366 habitantes (2005).
Está localizada próxima da fronteira com a Polônia e a Lituânia (cerca de 15 km e 30 km, respectivamente) e cerca de 300 km, a Oeste, da capital do país, Minsk. O rio Neman corta a cidade.
É a capital da Hrodna voblast (província) e do Hrodna raion (distrito). Fica no entroncamento ferroviário para Vilnius, Masty e Białystok e tem ligação rodoviária com as cidades de Vilnius, Lida e Vaŭkavysk.
Possui um porto fluvial e um aeroporto (desde 1984) com operação para vôos internacionais a partir de 1994, situado a 18 km sudeste do centro da cidade.
Até o momento, possui o único zoológico do país e juntamente com seu distrito detém oitenta por cento de todos os monumentos arquitetônicos bielorrussos.

## História

### Origem medieval
A moderna cidade de Hrodna se originou de um fortificado posto avançado de comércio situado no alto da montanha Zamkovaya e mantido pelos príncipes da Dinastia Rurikid, na fronteira com as terras da região báltica da união tribal dos  dregovichi e volinianos, no local onde o rio Goradnya (Gorodnichanka) se encontra com o rio Neman. Seu nome deriva do verbo gorodit, que no antigo idioma eslavo oriental significa "murar, cercar, circundar".
Mencionada pela primeira vez na Primeira Crônica Russa ou Crônica de Nestor por volta de 1127 como Goroden, Garodnya, Goradnyae situado no cruzamento de numerosas rotas de comércio, este povoado eslavo, provavelmente surgido no fim do século X, tornou-se a capital de um principado, governado pelo neto de Iaroslav, o Sábio e seus descendentes. 
Juntamente com Navahradak, Hrodna foi considerada como a principal cidade do longínquo Oeste da Rus Negra, vizinha da Lituânia. Foi constantemente atacada por diversos povos invasores, especialmente pela ordem militar cruzada dos Cavaleiros Teutônicos. Na década de 1250 a área de Hrodna foi invadida pelos pagãos lituanos, que mais tarde formaram o Grão-Ducado da Lituânia. O famoso Grão-Duque Vytautas, o Grande foi o príncipe de Hrodna de 1376 a 1392 e lá permaneceu durante os preparativos para a Batalha de Grunwald (1410).

### República das Duas Nações

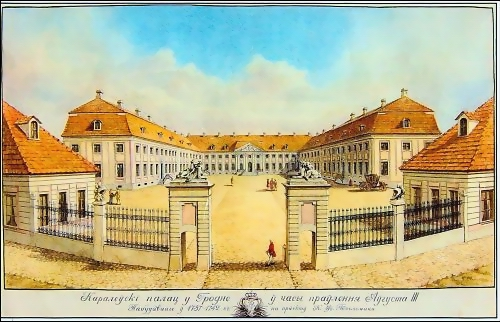
O Castelo Novo em Hrodna costumava ser a residência de verão dos reis da Polônia.

Para ajudar na melhoria das atividades do comércio, os grão-duques permitiram a criação de uma comunidade judaica em 1389. Foi uma das primeiras comunidades judaicas do Grão-Ducado. Em 1441, o povoado foi elevado à categoria de cidade. Em 1560 cerca de quatro mil pessoas viviam em Hrodna. Havia 716 casas, 33 ruas, três mercados, um castelo, a residência do príncipe, nove igrejas ortodoxas e duas católicas, uma sinagoga, a câmara municipal e um zoológico. Depois da União de Lublin em 1569, que criou a República das Duas Nações, a cidade foi parte da voivodia Trakai. A residência do Rei da Polônia e Grão-Duque Stefan Batory ficava em Hrodna em 1576-1586. Desse tempo até o fim do século XVIII Hrodna foi a cidade dos Grão-Duques. Em 1793 ela tornou-se a capital da voivodia Hrodna.
Importante centro cultural, comercial e de negócios, Hrodna se tornou um dos locais onde o Sejm se reunia. Também, o Velho e o Novo Castelos eram freqüentemente visitados pelos monarcas da República. Em 1793 o último Sejm na história da República ocorreu em Hrodna. Passados dois anos, em 1795, a Rússia ficou com a cidade, como resultado da Terceira Partição da Polônia. Foi no Castelo Novo em 25 de novembro daquele ano, que o último rei da Polônia e Grão-Duque da Lituânia Stanisław August Poniatowski abdicou.
No Império Russo, a cidade continuou a fazer seu papel de capital de província (guberniya). Durante a Campanha da Rússia (1812) a cidade foi ocupada pelas tropas de Napoleão Bonaparte. A primeira estrada de ferro da Bielorrússia – um ramal da ferrovia São Petersburgo – Varsóvia cruzou a cidade em 1862.

### História recente

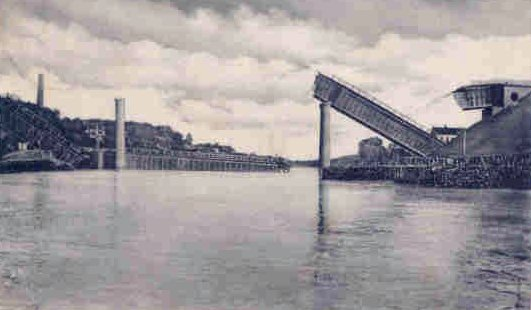
Foto de 1915 mostrando a ponte ferroviária sobre o rio Neman em Hrodna, Bielorrússia, destruída durante os conflitos da Primeira Guerra Mundial.

Durante a Revolução Russa de 1905 aconteceram manifestações de trabalhadores pelas ruas da cidade, greves nas fábricas e marchas de soldados, para expressar solidariedade em favor dos prisioneiros políticos.
Na Primeira Guerra Mundial, Hrodna foi ocupada por tropas do Império Alemão (1915) e entregue aos bolcheviques russos pelo Tratado de Brest-Litovski em 1918. Depois da guerra, o exército alemão permitiu que fosse criado o primeiro Estado independente da história da Bielorrússia - a República Nacional Bielorrussa (bielorrusso: Белару́ская Наро́дная Рэспу́бліка, transliteração portuguesa: Belaruskaya Narodnaya Respublika), que declarou a sua independência da Rússia em março de 1918 em Minsk, mas o Conselho ("Rada") da recém criada República teve que deixar Minsk e fugir para Hrodna. Todo esse tempo, a autoridade militar na cidade permaneceu sob o controle dos alemães. Atividades culturais foram realizadas pela juventude bielorrussa e em 1919 o Conselho dos Trabalhadores começou a funcionar na cidade.
Quando por ocasião da Guerra polaco-soviética (fevereiro de 1919 – março de 1921), os comandantes alemães temendo que a cidade pudesse cair nas mãos do República Socialista Federada Soviética da Rússia passaram o comando da cidade para as autoridades polonesas e em 27 de abril de 1919 as tropas alemãs deixaram a cidade e ela foi ocupada no dia seguinte pelo Exército da Polônia. A cidade foi perdida para o Exército Vermelho em 19 de julho de 1920 devido à retirada estratégica polonesa para Varsóvia. A cidade foi então reivindicada pelo governo da Lituânia, que a tinha recebido como promessa por ocasião das conversações em Moscou de 12 de julho de 1920. Contudo, a derrota soviética na Batalha de Varsóvia tornaram esses planos obsoletos e as autoridades lituanas nunca se estabeleceram na cidade. Ao invés disso, o Exército Vermelho organizou a sua última posição na cidade e a Batalha do rio Neman aconteceu lá. Em 23 de setembro o Exército da Polônia retomou a cidade. Depois do Tratado de Paz de Riga assinado em 1921, a cidade permaneceu como parte da República da Polônia.

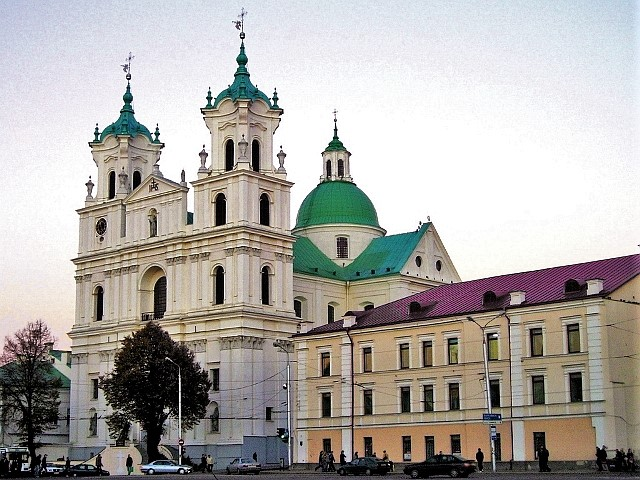
Praça Stefan Batory e a Catedral na parte central de Hrodna

Depois da assinatura do Tratado de Paz de Riga, em 18 de março de 1921, entre a Polônia de um lado, e as Repúblicas soviéticas da Rússia e da Ucrânia do outro, que terminou com a Guerra poloca-soviética, a cidade permaneceu como parte da República da Polônia. Inicialmente, a prosperidade foi reduzida devido ao fato de que a cidade permaneceu somente sendo a capital de um distrito (powiat), enquanto que a capital da voivodia mudou-se para Białystok.
Porém, no final da década de 1920 a cidade tornou-se uma das maiores sedes do Exército da Polônia. Isto revitalizou a economia local. A cidade se tornou também, importante centro de cultura judaica, com cerca de quarenta e dois por cento da população sendo composta por judeus.
O idioma bielorrusso foi proibido pelas autoridades polonesas e as escolas bielorrussas foram fechadas.
Organizações políticas, sociais e culturais se estabeleceram na cidade entre 1920 e 1930 e manifestações populares, encontros e greves contra as medidas do atual governo foram realizadas. 
Durante a Guerra Defensiva Polonesa de 1939 a guarnição de Hrodna foi muito utilizada para a criação de numerosas unidades militares em luta contra a invasão da Wehrmacht.
A invasão da Polônia iniciada em 17 de setembro de 1939 pela União Soviética, teve intensos confrontos na cidade entre as forças soviéticas e as improvisadas forças polonesas, compostas em sua maioria, por batalhões de marcha e voluntários. Ainda no mesmo ano, na Batalha de Grodno (20–22 de setembro), o Exército Vermelho perdeu algumas centenas de homens (por fontes polonesas; por fontes soviéticas - 57 mortos e 159 feridos) e também dezenove tanques e quatro outros veículos blindados foram destruídos ou danificados.

O lado polonês sofreu, pelo menos, 100 mortes na ação, dentre militares e civis, mas esses números não são precisos (fontes soviéticas relatam 644 mortos e 1 543 prisioneiros e a captura de muitos armamentos). A maioria foi morta em execuções coletivas depois de serem feitos prisioneiros. Depois que as unidades engajadas polonesas se renderam, as unidades restantes se refugiaram na Lituânia. De acordo com o Pacto Ribbentrop-Molotov a cidade foi transferida para a União Soviética fazendo parte da República Socialista Soviética da Bielorrússia e milhares de habitantes das cidades polonesas foram deportados para as áreas remotas da União Soviética.
Em 24 de julho de 1941, a cidade foi ocupada por tropas da Alemanha Nazista, que permaneceram nela até 16 de julho de 1944. Ela foi renomeada para Garten e incluída no território da Alemanha. Quarenta e três por cento da cidade foi destruída, 51 mil e 438 pessoas morreram na cidade e no distrito. Organizações clandestinas patrióticas operaram na cidade durante a guerra. A cidade foi libertada em 24 de julho de 1944 durante as operações Białystok e Vilnius. Durante a Segunda Guerra Mundial, a maioria dos judeus de Hrodna foram exterminados nos campos de concentração alemães. Desde 20 de outubro de 1944 a cidade tem sido o centro de uma das províncias da Bielorrússia soviética e atualmente da independente República da Bielorrússia.

## Cidade moderna
Devido a cidade estar localizada próxima da fronteira com a Polônia e a Lituânia, ela tem uma das maiores concentrações de católicos da Bielorrússia. É também um centro da cultura polonesa, concentrando a maior parte dos poloneses que vivem na Bielorrússia, morando na cidade ou em seus arredores.
As indústrias surgiram na cidade na primeira metade do século XIX. Em 1840 a cidade tinha cerca de 40 companhias que produziam principalmente tijolos, tecidos, velas, vinho e cerveja. As feiras profissionais eram realizadas todos os anos. O rio Neman e a ferrovia tiveram grande influência no desenvolvimento da cidade. Durante a Segunda Guerra Mundial praticamente todas as indústrias da cidade foram destruídas.
A moderna Hrodna é um dos principais centros industriais da Bielorrússia. Em 1996 havia 109 companhias (31 delas estatais) operando na cidade. Os ramos que mais se destacam são o da indústria leve (tecidos, fios para tecelagem, roupas esportivas, e brinquedos), das indústrias químicas e alimentícias, fabricação de máquinas e metalurgia. A cidade tem produção de energia elétrica, madeireiras e empresas de construção civil.
A cidade é também conhecida por sua Universidade de Medicina, onde muitos estudantes estrangeiros são formados; por seus institutos agronômicos e seu seminário teológico.
Hrodna tem catorze bibliotecas públicas, sendo seis infantis e uma de literatura polonesa, o museu de história e arqueologia e o museu da religião.

## Arquitetura
O trabalho arquitetônico que mais chama atenção na cidade é o do Velho Castelo, construído em pedra pelo Duque Vytautas e totalmente reconstruído no estilo renascentista por Scotto de Parma por mando de Stefan Batory, que fez do castelo sua residência principal. Batory morreu nesse palácio sete anos após os serviços de reconstrução terem sido terminados e foi enterrado em Hrodna. Depois de sua morte, o castelo foi reformado em várias ocasiões, restando da construção do século XVII apenas o arco de pedra da ponte que liga o castelo à cidade. Os monarcas saxônios da Polônia estavam insatisfeitos com essa antiga residência e contrataram Matthäus Daniel Pöppelmann para projetar o Novo Castelo, cujo suntuoso interior barroco foi destruído durante a Segunda Guerra Mundial.

### Medieval

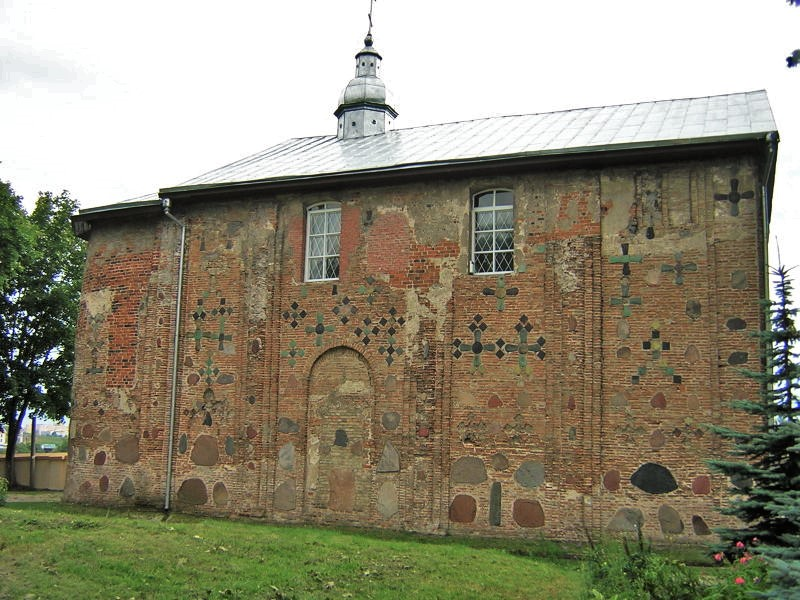
Igreja ortodoxa de São Boris e São Gleb (século XII)

A mais antiga estrutura existente em Hrodna é a igreja Kolozhskaya de São Boris e São Gleb. É o único monumento que restou da antiga arquitetura da Rutênia Negra, que difere das outras igrejas ortodoxas pelo uso de pedras facetadas policromadas de azul, verde ou tons de vermelho, dispostas para formarem cruzes ou outros símbolos nas paredes. A igreja é um edifício abobadado suportado por seis colunas circulares. O exterior é articulado com pilastras projetadas com cantos arredondados. A antenave contém a área do coro, acessado por uma série de estreitos degraus na parede ocidental. Duas outras escadarias foram encontradas nas paredes da ábside; sua função ainda não está clara. O piso é coberto com azulejos cerâmicos que formam padrões decorativos. Como a nave central nunca foi pintada, o interior foi coberto com inúmeras estruturas cônicas embutidas, que normalmente são utilizadas nas igrejas ortodoxas orientais como ressonadores, mas neste caso foram usadas para produzirem efeitos decorativos. A igreja foi construída antes de 1183 e permaneceu intacta até 1853, quando a parede sul desabou, devido a sua perigosa localização às margens do rio Neman.
Durante os trabalhos de restauração, alguns fragmentos de afresco do século XII foram descobertos. Ruínas de quatro outras igrejas no mesmo estilo, decoradas com pedras coloridas ao invés de afrescos, foram descobertas em Hrodna e Vaŭkavysk. Elas todas datam do século XIII, assim como as primeiras pedras do Velho Castelo.

### Barroco

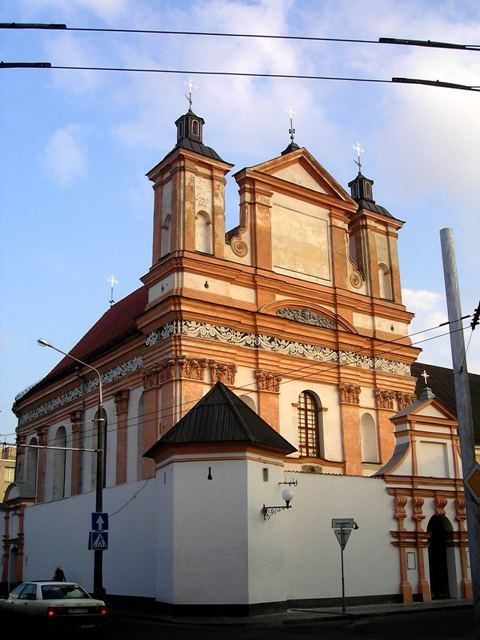
O mosteiro Bridgettine (1642)

Provavelmente a construção arquitetônica mais espetacular de Hrodna é a Catedral de São Xavier no monastério jesuíta da Praça Batory. A construção deste notável exemplar da arquitetura barroca, ultrapassando 50 metros de altura, foi iniciado em 1678. Devido as guerras que se envolveu a República das Duas Nações naquele tempo, a catedral foi consagrada apenas 27 anos mais tarde, na presença de Pedro, o Grande e Augusto, o Forte. Seus últimos afrescos barrocos foram executados em 1752.
A demorada construção do monastério bernardino (1602-1618), retomada em 1680 e 1738, exibe todos os estilos que floresceram no século XVII, desde o gótico até o barroco. O interior é considerado uma obra-prima do assim chamado Barroco de Wilno. Outros estabelecimentos monásticos também merecem destaque, como o antigo mosteiro franciscano (1635), o convento basílico (1720-1751, por Giuseppe Fontana III), a catedral do mosteiro Bridgettine (1642, uma das mais antigas construções barrocas na região) com o dormitório de dois pavimentos em madeira (década de 1630) e o edifício do século XVIII do monastério dominicano (sua catedral foi demolida em 1874).
Entre outros pontos turísticos em Hrodna e seus arredores, pode-se mencionar a catedral ortodoxa, o jardim botânico, o primeiro na República das Duas Nações, fundado em 1774; uma extravagante composição policromada a "Revivificação russa" de 1904; uma curiosa construção curvada na praça central (década de 1780); e o Stanislavovo, a residência de verão do último Rei da Polônia.

## Literatura
Livros manuscritos podiam ser encontrados em Hrodna nos séculos XV e XVI, aforismos e provérbios eram amplamente divulgados. Escritas comerciais no idioma bielorrusso foram desenvolvidas nos séculos XVI e XVII, manuscritos de canções bielorrussas e poesias no idioma polonês foram divulgadas.
Escolas de teatro e de música eram muito populares a partir da segunda metade do século XVII, tradutores, filósofos e estudiosos em Direito trabalharam nos cargos do governo. Poetas poloneses tiveram muitas obras produzidas em Hrodna no século XVIII.
Kastus Kalinovsky e Vladislav Vrublevsky criaram uma organização revolucionária democrática em Hrodna em 1861. Aloisa Ozheshko morou na cidade em 1869-1910, seus mais importantes trabalhos foram criados lá. Maksim Bahdanovič passou parte de sua juventude em Hrodna em 1892-1996. O poema "Taras em Parnassus" foi escrito lá em 1896. Os escritores Aleksei Karpiuk, Fiodor Yankovsky, Danuta Bichel-Zagnetova estudaram no instituto pedagógico em Hrodna. Vasil Bykaŭ morou e trabalhou na cidade em 1947-1949 e em 1955-1978. Foi nessa cidade que ele iniciou seu trabalho literário em 1949.

## Pessoas famosas
- Meyer Lansky, nascido como Meier Suchowlański, foi um gangster russo-americano aderente à máfia de NY entre as décadas de 1930 a 1980, juntamente com Lucky Luciano e Bugsy Siegel.
- Valeriy Levonevskiy, ativista político e social bielorrusso, empresário, antigo preso político.
- Helena Wladimirna Antipoff, psicóloga e pedagoga russa que depois de obter formação universitária na Rússia, Paris e Genebra, se fixou no Brasil a partir de 1929.